# Metabolizam lekova
Metabolizam lekova su biohemijske modifikacije farmaceutskih supstanci u živim organizmima, koj se obično odvijaju putem specijalizovanih enzimskih sistema. On je oblik ksenobiotičkog metabolizma. Metabolizam lekova često konvertuje lipofilna hemijska jedinjenja u polarne proizvode koji se lakše izlučuju. Brzina metabolizma je važna odrednica dužina i intenziteta farmakološkog dejstva leka.
Metabolizam lekova može da dovede do toksikacije ili detoksikacije - aktivacije ili deaktivacije hemikalije. Dok su oba slučaja moguća, glavni metaboliti većine lekova su produkti detoksikacije.
Skoro svi lekovi su ksenobiotici. Druga često korištena organska jedinjenja su takođe ksenobiotici, i ona su metabolisana istim enzimima kao i lekova. Time se stvara mogućnost za lek-lek i lek-hemikalija interakcije ili reakcije. One mogu bilo do aktiviraju ili inaktiviraju lek.
Reakcije faze I (ne-sintetičke reakcije) kao što su oksidacija, redukcija, hidroliza, ciklizacija, i deciklizaciona adicija kiseonika ili uklanjanje vodonika, se izvode putem oksidaza mešovite funkcije, često u jetri. Te oksidativne reakcije tipično posreduju citohrom P450 monooksigenaze (CYP), i koriste NADPH i kiseonik. Primeri klasa koje podležu ovom metodu metabolizma su fenotiazini, paracetamol, i steroidi. Ako su metaboliti reakcija faze I dovoljno polarni, oni mogu biti lako izlučeni. Međutim, mnogi proizvodi faze I se ne eliminišu brzo i podležu naknadnim reakcijama u kojima se endogeni supstrat kombinuje sa novo inkorporisanim funkcionalnim grupom da bu se formirali visoko polarni kougati.
Reakcije faze II — obično poznate kao kougacione reakcije (npr., sa glukuronskom kiselinom, sulfonatima (sulfacija), glutationom ili aminokiselinama) — su obično detoksikacione prirode, i obuhvataju interakcije polarnih funkcionalnih grupa metabolita faze I. Mesta na leku gde dolazi do kougacionih reakcija su karboksil (-COOH), hidroksil (-OH), amino, i sulfhidril (-SH) grupe. Proizvodi reakcija kougacije imaju povećanu molekulsku težinu i obično su neaktivni, za razliku od reakcija faze I koje često proizvode aktivne metabolite.

## Literatura
1. ↑  Hardman JG, Limbird LE, Gilman AG (2001). Goodman & Gilman's The Pharmacological Basis of Therapeutics (10. изд.). New York: McGraw-Hill. ISBN 0071354697. doi:10.1036/0071422803.
2. ↑  Shannon F. Manzi, Michael Shannon (2005). „Drug Interactions—A Review”. Clinical pedijatric emergency medicine. 6 (2): 93—102.